# Distrito de Ongoy
El Distrito de Ongoy es uno de los ocho distritos de la Provincia de Chincheros  ubicada en el departamento de Apurímac, bajo la administración del Gobierno regional de Apurímac, en el sur del Perú.
Desde el punto de vista jerárquico de la Iglesia católica forma parte de la Diócesis de Abancay la cual, a su vez, pertenece a la Arquidiócesis de Cusco.

## Historia
El término Ongoy u Onqoy, alude a: Enfermarse, Enfermedad o Parir una Mujer. Mientras según la memoria colectiva de los pobladores, Ongoy, proviene del cambio de un nombre original (Caulamarca), sobre el cual existen dos versiones, el primero; se cambió el término Horonqoy por Onqoy al extraviarse el título original de Caulamarca en las constantes luchas contra la hacienda, el segundo, recomendación que hizo un indio a viajeros indicando que el dicho pueblo de Caulamarca estaba en cuarentena por haber enfermedad (Onqoy), ambas versiones aluden a que el nombre original de Caulamarca fue sustituido por Ongoy, quedando de ese modo registrado hasta la actualidad. 
El distrito fue creado en los primeros años de la República.
En el periodo pre-incaico, estaba poblado por los Chancas. Pertenecía al sector Urincahanca con capital en Huamancarpa, a las orillas de la laguna de Anori.
Durante el Tawantinsuyo estaba conformado por grupos étnicos denominados Caulamarca, una parte de ellos movidos como mitimaes a zonas de Huancavelica.
Durante la conquista española, fue un espacio estratégico ocupado por Manco Inca que salía de Vilcabamba.
Durante la colonia se estableció una hacienda en Chacabamba junto a una comunidad de indios de Ongoy.

## Actualidad
En la actualidad el distrito de Ongoy cumplirá 200 años de creación política. Este evento conlleva gran buenaventuranza entre sus pobladores, quienes esperan venturosos la llegada de este gran día, agradecidos con sus diferentes autoridades por la perduranza del distrito y el desarrollo y progreso que llega a este distrito. Además, este día anhelado tiene preparado una gran festivida, llena de actividades festivas tradicionales de la zona, asi como la esperada visita de autoridades nacionales.

## Geografía
La ciudad de Ongoy se encuentra ubicada en los Andes Centrales. Está a 2 825 m s. n. m.
La zona Noroeste de la Región Apurímac, presenta paisajes provistos de quebradas, lagunas, ríos, cuencas y montañas empinadas;  destacan los estrechos valles y profundos gargantas cortadas por los arroyos de montaña que fluyen sus aguas al río Pampas y Apurímac. En algunas partes predominan los páramos con extensiones de hierba (ichu),  las partes altas, siempre presentan su imponente dureza pedregosa . Dentro de ésta complejidad geográfica se ubican los espacios locales de la provincia de Chincheros y el Distrito de Chungui, ubicados al noroeste de Andahuaylas, cada una de las cuales, tienen su configuración ecológica particular pero con una estrecha vinculación.
El espacio conformante de Ongoy y Chungui, están asentadas a la margen derecha e izquierda respectivamente de la cuenca del río Pampas en el sector oriente. Tanto el primero como el segundo, presentan una variedad asombrosa de micro cuencas de tierra seca y cálida con posibilidades ventajosas de riego. Los ríos que nacen en las altas llanuras y lagunas de Ongoy, forman el afluente del río Pampas tanto en las faldas occidentales y en el “punto llamado Tincocc y Moyoc” en el sector oriental. Mientras los ríos que nacen en las lagunas y nevados de Chungui, fluyen sus aguas en el lado occidental (río Pampas) y oriental (río Apurímac) con zonas relativamente cálidas y húmedas. Y en las faldas orientales que conducen hacía las selvas amazónicas, se ubican los insospechables e imponentes asientos de Mayumarca y Chabibamba. Los espacios de Ongoy y Chungui están tan solamente separados por el río Pampas, y presentan microclimas que varían según la altitud que es desde los 800 a más de 4900 metros sobre el nivel del mar. Similar paisaje presenta el espacio de Ocobamba, mientras los espacios locales de Uripa, Cocharcas, Chincheros, Cayara y Huranmarca, presentan altas llanuras propicios para la actividad agropecuaria y sus aguas forman sus afluentes en el río Pampas en el sector occidente.

## Autoridades

### Municipales
- 2011-2014[3]
  - Alcalde: Israel Baldeón Ccellccascca, del Partido Aprista Peruano (APRA).
  - Regidores: Percy Antonio Villano Palomino (APRA), Wilman Villano Huachaca (APRA), Gregorio Curi Chinchay (APRA), Norma Quispe Mendoza (APRA), Samuel Montoya Solano (Kallpa).
- 2007-2010
  - Alcalde: Edwin Acosta Ccahuana.

2015 - 2018
Wilfredo Lizana Villanueva
2019 - 2022
Wilfredo Quispe Pérez
2023 - 2026
Misbel Aquise Nieto

## Festividades
- 15 de julio: Virgen del Carmen en Callapayocc.
- 24 de julio: Santiago Apostal en Ongoy, 24 de julio).
- 15 de agosto: Virgen de la Asunción en Rocchacc.